# Battaglia del monte Ecnomo
La battaglia del monte Ecnomo (in greco antico: Ἔκνομος λόφος?, in latino Ecnŏmus) avvenne nel 311 o 310 a.C. nella zona compresa tra il Monte Ecnomo, odierno Poggio Sant'Angelo e Monte Sole, e il fiume Himera, nel sito dell'odierna Licata (all'epoca chora Geloi), dove qualche decennio dopo sarà fondata Finziade, e fu combattuta tra i soldati di Cartagine, guidati da Amilcare II, figlio di Gisgo, e quelli di Siracusa, guidati da Agatocle.

## Antefatti
Agatocle, divenuto stratego autocratore della pentapolis di Siracusa, si diede alla conquista dei governi oligarchici delle poleis di Sicilia e al totale controllo dei suoi centri indigeni. A contrastare il suo piano di dominio furono gli esuli della fazione oligarchica da lui estradiati al momento della conquista. Cartagine, dopo un iniziale ruolo di non-intervento volto a fare da mediatore tra le due parti in campo, decise di schierarsi definitivamente dalla parte degli esuli e di contrastare Agatocle.
I Cartaginesi mandarono al principio delle ostilità 60 navi nella rada di Agrigento e in seguito spedirono la quasi totalità di queste navi all'interno del porto di Siracusa. Lo scontro tra le due potenze era a questo punto imminente e inevitabile.

## Occupazione cartaginese del monte Ecnomo

### L'arrivo e l'occupazione dei Cartaginesi
Dopo la morte del generale punico Amilcare, il senato di Cartagine incaricò Amilcare figlio di Gisgone di prendere il suo posto al comando delle truppe che sarebbero sbarcate da lì a breve in Sicilia contro le truppe messe in campo da Agatocle.
I Cartaginesi nel 311 a.C. allestirono 130 trireme e molte navi onerarie per la traversata. Come aveva fatto il dinasta con i cittadini di Siracusa, anche Cartagine instituì la leva obbligatoria per i suoi cittadini (fatto che accadeva alquanto raramente) e spedì insieme alle truppe ordinarie alcune delle più influenti figure della società punica.
Con esse partirono anche 12000 soldati arruolati in Libia, 1000 frombolieri delle isole Baleari (che erano sotto il controllo di Cartagine) e 1000 mercenari etruschi. Ma durante la navigazione dalla costa africana a quella siciliana avvenne una violenta tempesta che fece strage di soldati, affondando 60 trireme e 200 navi da carico. Il dramma a Cartagine fu gravissimo, poiché perirono in mare figure illustrissime della sua società. La capitale punica appese sulle proprie mura il drappo nero in segno di lutto.
Amilcare riuscì ugualmente ad approdare in terra siciliana e radunate le truppe superstite le portò a congiungersi con quelle cartaginesi già dislocate in Sicilia. Ad esse unì i mercenari e i soldati alleati delle città siciliane, arrivando a disporre di un imponente esercito composto da 45000 fanti e 5000 cavalieri.
I Cartaginesi si portarono ad occupare un'altura tra Agrigento e Gela, identificata come parte della chora geloa, detta colle o monte Ecnomo, il cui toponimo «colle Scellerato» deriva dalla leggenda siceliota che lo voleva sede del famigerato toro di Falaride, così chiamato perché con esso l'omonimo tiranno vi compiva scellerate torture, inaudite. L'Ecnomo era infatti una delle colline di Falaride, un suo Phrourion.

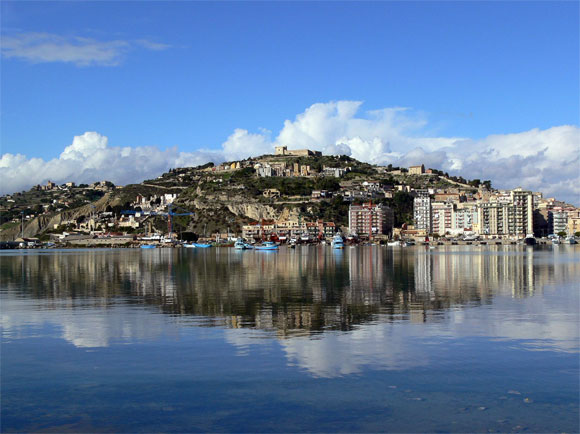
Licata e il suo porto sovrastati dal monte di Poggio Sant'Angelo (l'Ecnomo della battaglia, secondo diversi studiosi)

L'occupazione di quel monte preoccupò non poco Agatocle, sempre attento ai movimenti dei suoi avversari. I Cartaginesi tra l'altro aspettavano ulteriori rinforzi dal mare (e il monte ben visibile ne favoriva l'arrivo), per cui Agatocle, per evitare probabilmente di dover affrontare un nemico che si preannunciava numericamente troppo superiore al suo esercito, provocò in tutti i modi i soldati cartaginesi a reagire, a scendere in campo aperto e venire allo scontro con i Siracusani, ma questi non si mossero, attesero. Agatocle tornò quindi a Siracusa con molte insegne sottratte ai nemici, adornandovi i templi della pentapolis.
Va infatti ricordato che nel capitolo 72 - precedente rispetto a quello dell'Economo che parte dal 104 - si diceva che Agatocle era riuscito a mettere insieme un esercito di 13500 uomini, arruolando molti mercenari e chiamando i coscritti a Siracusa. Tuttavia in seguito non si forniscono altri numeri per poter dire con esattezza a quanto ammontava il numero dei soldati a disposizione per l'Ecnomo (considerando comunque che le cifre elgargite da Diodoro per l'esercito cartaginese appaiono esagerate se si confrontano con il numero dei soldati punici, di gran lunga inferiore, che da lì a poco avrebbe attaccato Siracusa).
L'occupazione dell'Ecnomo appare evidentemente posta nel mezzo di un'unica grande campagna bellica cartaginese iniziata con la venuta delle 60 navi nell'agrigentino e proseguita con l'assedio di Centuripe e Galaria (312 a.C.), con l'occupazione del porto aretuseo e infine con il congiungersi di queste forze nel gelese, presso l'Ecnomo.

## Agatocle occupa Gela

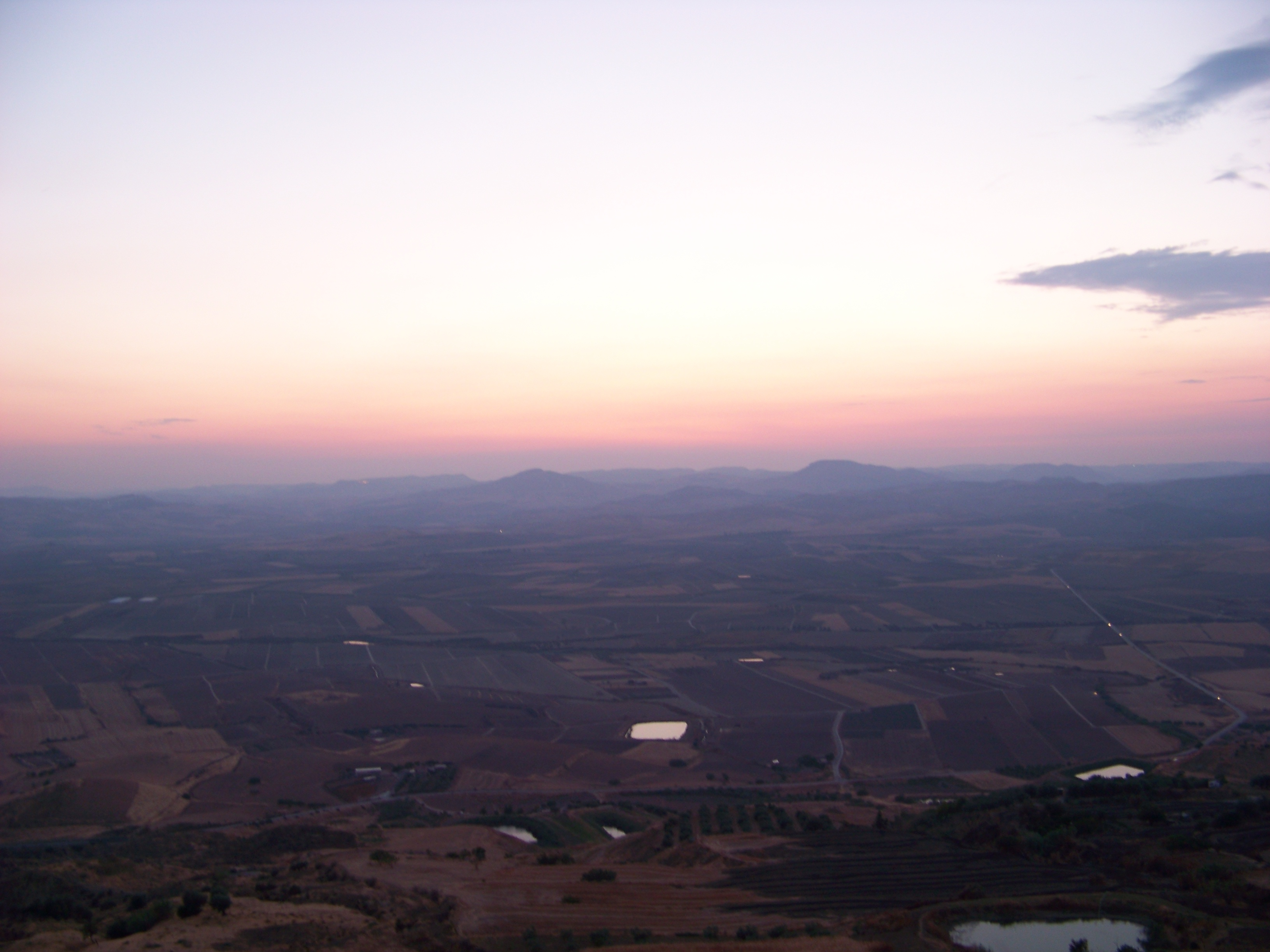
La piana di Gela (i campi geloi virgiliani che comprendevano anche l'odierna piana di Licata); posti nella chora geloa attraversata da Agatocle e il suo esercito

L'accampamento sul monte Ecnomo gravava grandemente sui pensieri di Agatocle; egli temeva infatti che l'imponente presenza dell'esercito punico, posto a guardia dei territori da quell'altura, potesse indurre le popolazioni del luogo a tradirlo e a passare dalla parte del nemico. Gela in particolare gli destava preoccupazione: la polis si era arresa dopo aver fatto parte della lega contro il dinasta aretuseo, e sembrava aver accettato l'egemonia di Siracusa su di essa, ma con le forze puniche dislocate nella sua chora le cose potevano cambiare, divenendo per lui sfavorevoli.
Inoltre possedere Gela era importantissimo per Agatocle, poiché gli consentiva di giungere all'Ecnomo senza avere il timore di essere attaccato alle spalle, oltre ad assicurargli un sicuro rifugio, ben fortificato (di recente erano state edificate le mura timoleontee nella polis), in caso di ritirata tattica.
Per tutti questi motivi Agatocle decise di prendere Gela e di imporle un presidio armato al suo interno, violando quindi l'autonomia della polis, precedentemente rispettata per via del trattato mediato dai Cartaginesi. Tuttavia ricorse ad uno stratagemma per non fare clamore e giungere più facilmente alla conquista: egli fece entrare poco alla volta i soldati siracusani dentro le mura, fino a quando essi non superarono persino il numero degli abitanti. Fatto ciò entrò lui stesso in città e processò e uccise numerosi Geloi (qui si sente l'impostazione timaica o comunque filo-oligarchica della fonte diodorea), compiendo un eccedio che raggiunse le 4000 vittime.. Il massacro compiuto da Agatocle lascia perplessi così come viene presentato dalla fonte diodorea, perché probabilmente essa occulta le reali motivazioni che spinsero il dinasta a processare e uccidere un numero così elevato di cittadini (numero comunque fin troppo elevato, proveniente quasi certamente da una fonte anti-agatoclea: Gela se pur florida non raggiungeva una popolazione tale da giustificare così tante figure carismatiche da uccidere)
Un eccidio che si spiega se si ammette che, come è naturale che fosse, i Geloi dovevano aver capito subito, appena l'esercito cartaginese si accampò all'Ecnomo, di essere in una posizione fortemente strategica per i Siracusani e quindi dovevano aver avuto una reazione concitata che portò ad un'organizzazione militare, nella speranza di non cadere sotto il totale dominio di Agatocle.
Diodoro afferma che i soldati siracusani seppellirono i Geloi in una grande fossa comune, oltre le mura della polis. Rinvenimenti archeologici sembrano confermare il racconto diodoreo: in una necropoli geloa fuori le mura è stata ritrovata un'unica fossa con oggetti risalenti tra il 311 a.C. e il 282 a.C.
Gela venne presa e un presidio militare venne installato al suo interno. I suoi abitanti atterriti consegnarono ad Agatocle denaro e oggetti di valore.

## I Siracusani si accampano al collePhalarion
Lasciato un buon numero di soldati a guardia di Gela, Agatocle si portò con il resto dei suoi uomini di fronte all'Ecnomo. A dividerli dal monte vi era sotto di loro un letto di fiume, identificato con l'Himera (poiché Diodoro lo nomina più avanti, ripetute volte, nel contesto bellico agatocleo). Lo stratego autocratore decise di occupare anch'egli un colle di Falaride; il Falarione (Phalarion) posto sulla destra del fiume (i Cartaginesi erano sulla sinistra), così chiamato poiché era stata una fortezza del tiranno agrigentino.
Diodoro dice una prima volta che l'accampamento agatocleo sul colle Falarione era a ridosso del fiume, permettendo quindi di dare per scontata la vicinanza tra i due eserciti, ma una seconda volta egli specifica che i soldati di Agatcole erano accampati a 40 stadi dal fiume (cioè a 7 km da esso), e che per raggiungerlo bisognava passare su un terreno quasi del tutto pianeggiante.
Nonostante le difficoltà a collocare con precisione i due accampamenti, appare però chiara la disposizione del teatro della battaglia: Amilcare proveniente da occidente si trovava sull'Ecnomo, Agatocle proveniente da oriente si piazzò sul Falarione e tra di loro l'Himera che divideva i due colli, segnando il confine tra i due eserciti e il baluardo naturale per entrambi. Dunque lo scenario di una bassa valle fluviale.
Un'inquietante predizione fatta su quel luogo, addirittura risalente a secoli prima, contribuiva ad aumentare l'ansia nelle due fazioni: si raccontava infatti che su quel fiume molti uomini sarebbero morti. Ciò contribuiva ad aumentare lo stallo nello scontro. Per molto tempo, né gli uni, né gli altri vollero passare in forza il fiume, fino a quando Agatocle non decise di usare un altro dei suoi piani ingegnosi: un'imboscata notturna, o comunque alle prime luci dell'alba in campo cartaginese.

## La battaglia

### Il primo scontro

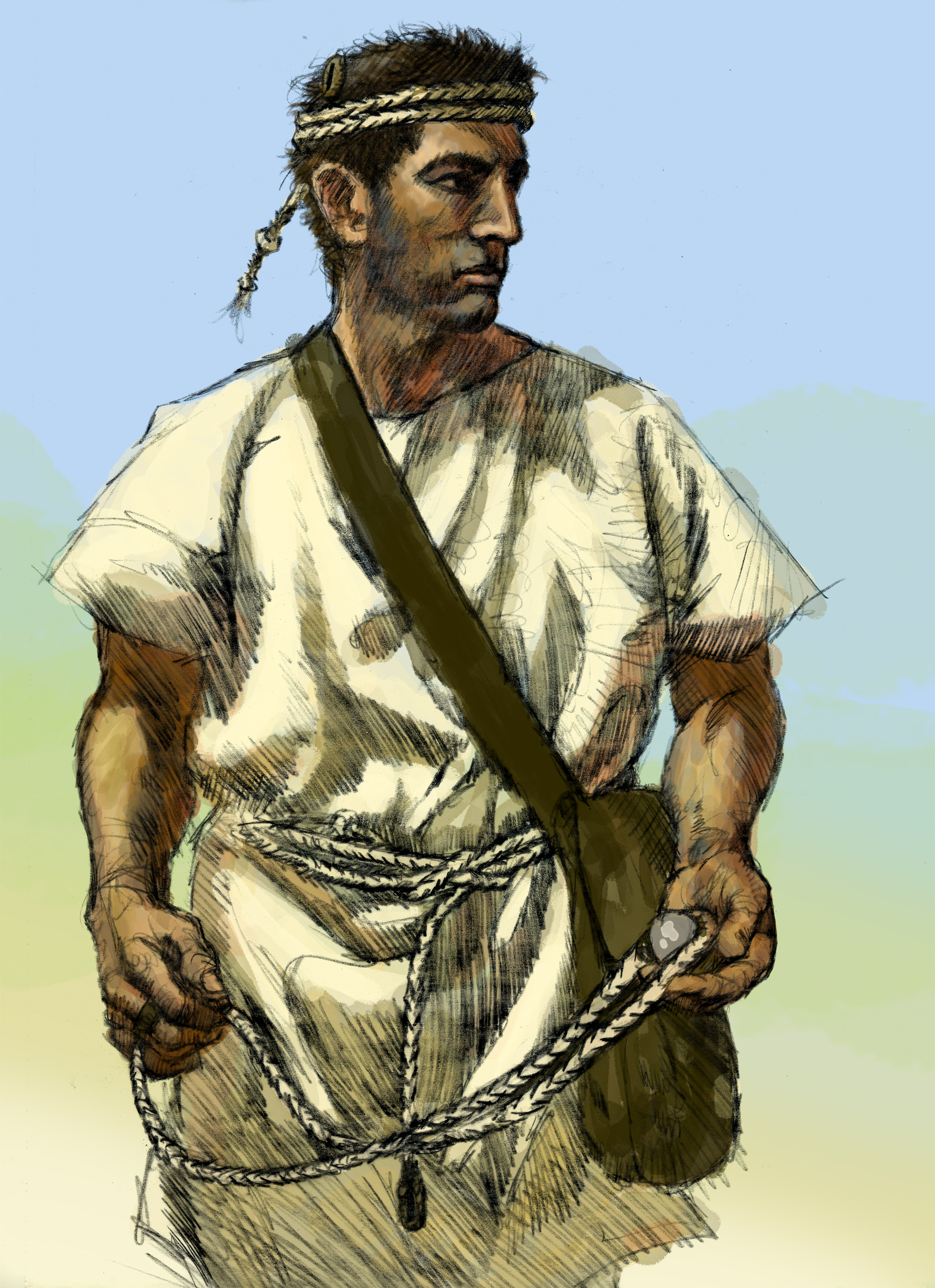
Ricostruzione di un fromboliere delle Baleari: famosi per la loro abilità

I Punici, forti della loro superiorità numerica, non si aspettavano che i Greci osassero fare la prima mossa, ma Agatocle, come era suo solito fare, andò contro ogni previsione. Radunati alcuni dei suoi migliori soldati, li fece posizionare lungo il fiume, poi ne mandò altri a fare bottino sul monte Ecnomo, in modo da indurre i Cartaginesi a seguire la preda. Così accadde: i Siracusani rubarono dei cavalli e vennero ben presto inseguiti dai Cartaginesi, proprio nel punto dove voleva Agatocle. Una volta al fiume, i soldati dei Greci uscirono dai nascondigli e li assalirono. Agatocle ne approfittò per rompere la linea nemica e salire all'Ecnomo. Superato il fossato, ruppe lo steccato di recinzione e penetrò all'interno dell'accampamento nemico.
I soldati di Cartagine, colti di sorpresa, vennero sopraffatti dall'impeto dei Greci, i quali speravano di chiudere subito la guerra, prima che la differenza numerica dei nemici si facesse sentire. I più valorosi dei Cartaginesi non riuscirono ad evitare lo sbandamento delle loro truppe, ma quando le cose per Agatcole sembravano volgere a buon fine, il generale Amilcare radunò i frombolieri delle Baleari, abilissimi lanciatori di pietre, e ordinò loro di attaccare il nemico. I frombolieri fecero molto danno ai Siracusani, creando dei veri e propri vuoti tra le loro file. Agatocle dovette quindi volgere in ritirata dall'Ecnomo.

### Il secondo scontro

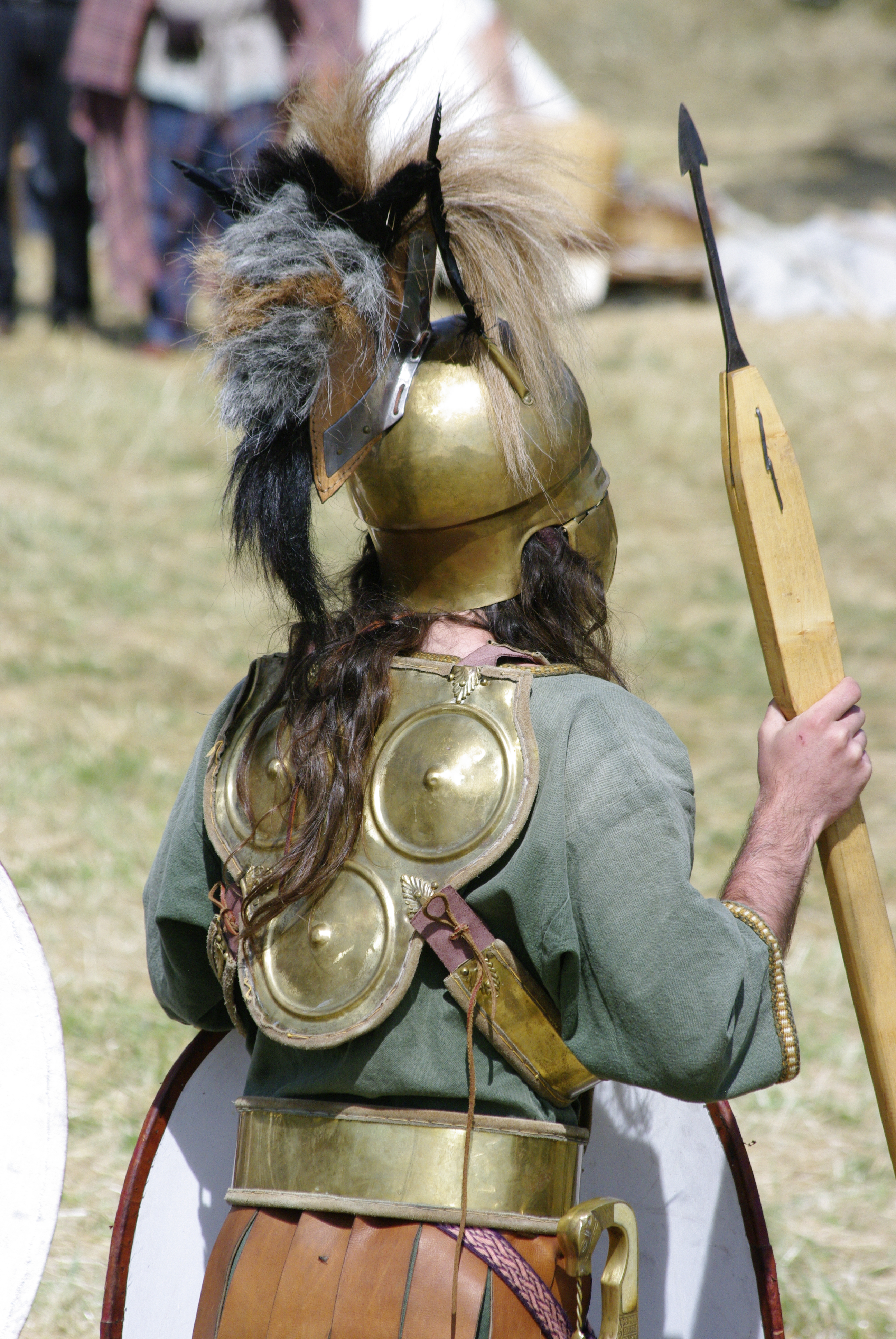
Ricostruzione storica di un tipico soldato cartaginese

I Greci non si arresero e mossero una seconda volta verso l'Ecnomo. Anche stavolta l'esito sembrava essere a favore di Agatocle: i soldati dei Cartaginesi si stavano già sbandando quando, inaspettatamente, giunsero dal mare gli arrivi di cui tanto si era parlato. I Libici si inserirono subito nella battaglia e accerchiarono i Siracusani. L'improvviso cambiamento delle sorti della battaglia, costrinse gli uomini di Agatocle ad una fuga precipitosa: alcuni si diressero lungo il fiume, risalendolo nella speranza di nascondersi tra le colline della valle; altri si diressero verso l'accampamento al Falarione. I 5000 cavalieri cartaginesi li inseguirono lungo tutto il percorso, compiendo grande strage. Inspiegabilmente i cavalieri di Agatocle non coprirono la fuga dei fanti, ecco perché gli uomini a cavallo si salvarono quasi tutti.
La valle si riempì dei morti Siracusani; il numero della strage fu reso ancor più grave dalle conseguenze della fuga verso il fiume salmastro: narra infatti Diodoro che i soldati, colti dal caldo e dalla sete, bevvero l'acqua salmastra dell'Himera, e avvelenati morirono in molti.
Alla fine della battaglia i Cartaginesi contarono 500 morti, i Siracusani furono costretti a contarne 7000.
Agatocle, colpito dalla vasta strage, riunì i dispersi e bruciò l'accampamento del Falarione, dopodiché si ritirò a Gela. Avendo sparso voce di esser fuggito in fretta a Siracusa, 300 cavalieri libici trovarono nei campi alcuni soldati di Agatocle, i quali li riferirono che il tiranno siracusano si era ritirato nella propria città, per cui i Punici credettero di poter entrare a Gela tranquillamente, ma qui vennero colti dai Siracusani e trucidati.
Agatocle rimase a Gela, non perché impossibilitato a mettersi in salvo a Siracusa, ma perché desiderava trattenere i Cartaginesi dell'Ecnomo nei pressi della chora geloa, in modo da dare ai Siracusani la possibilità di mettere in salvo almeno il raccolto alimentare, che sarebbe stato fondamentale in caso di assedio. Amilcare dapprima si accinse ad assediare Gela; vedendo, però, che essa era ben difesa dalle forze agatoclee, non volle perdervi altro tempo e uomini e preferì dirigersi verso la chora siracusana, in modo da accerchiare la pentapolis di Sicilia.

### Fonte primaria
- Diodoro Siculo, Bibliotheca historica, libro: XIX.

### Fonti moderne
- Eugenio Manni, Geografia fisica e politica della Sicilia antica, ristampa, Roma, Giorgio Bretschneider editore, 2004  [1981], ISBN 8885007554.
- Giuseppe Navarra. Città Sicane Sicule e Greche nella zona di Gela. La Vedetta Editrice.
- Sebastiana Nerina Consolo Langher, La politica di Agatocle e i caratteri della tradizione dal conflitto con Messana alla battaglia presso il fiume Himera (315-310 a.C.) (PDF), in Archivio storico messinese, Società messinese di storia patria, 1976,  pp. 29-61. URL consultato il 10 maggio 2017.
- Sebastiana Nerina Consolo Langher, Eknomos e la valle dell'Himera nelle vicende storiche tra il VI e il IV secolo a.C. fino ad Agatocle (PDF), in Archivio storico messinese, Società messinese di storia patria, 1985,  pp. 5-56. URL consultato il 10 maggio 2017.